# Rhinotyphlops boylei
Espèce
Synonymes
- Typhlops boylei FitzSimons, 1932

Rhinotyphlops boylei est une espèce de serpents de la famille des Typhlopidae. 

## Répartition
Cette espèce se rencontre en Namibie, en Afrique du Sud, dans l'est du Zimbabwe et au Botswana.

## Description
L'holotype de Rhinotyphlops boylei, un jeune adulte, mesure 182 mm dont 3 mm pour la queue et dont le diamètre au milieu du corps est d'environ 4 mm. Cette espèce a le dos brun olivâtre et la face ventrale généralement jaunâtre.

## Étymologie
Son nom d'espèce lui a été donné en l'honneur de A. M. Boyle qui a collecté l'holotype.

## Publication originale
- FitzSimons, 1932 : Preliminary descriptions of new forms of South African Reptilia and Amphibia, from the Vernay-Lang Kalahari Expedition, 1930. Annals of the Transvaal Museum, vol. 15, no 1, p. 35-40 (texte intégral).